# Valdeflores (Oaxaca)
Valdeflores (Valdeflores "valle con flores") es una localidad situada en el Municipio de Santa María Tonameca, del distrito de Pochutla en el estado mexicano de Oaxaca.

## Geografía
Se localiza a 15 o 16 km tierra adentro partiendo de una desviación a poco más de 30 km antes de llegar a la ciudad de Puerto Escondido, por la carretera costera del pacífico. Se localiza en las riveras del río del mismo nombre. Tiene un clima cálido con lluvias en verano, con una temperatura promedio de entre 20 y 25 °C. Su orografía es variada, se vuelve montañosa a medida que se adentra más al norte.

### Flora y Fauna
Posee especies animales tales como la iguana, el venado, el conejo, las chachalacas, el coyote, y la onza; de las cuales las dos primeras están siendo muy amenazadas por los cazadores de la región. La fauna la constituyen maderos como el huanacaxtle, y árboles de menor tamaño de hoja ancha y abundantes arbustos, pastizales en las llanuras, y selva seca en los cerros alternos.

## Demografía
Su población promedio es de aproximadamente poco menos de 600 habitantes. Cuenta con una importante presencia de hablantes en lengua zapoteca, componiendo más de la mitad de su población. Dado a su carácter de localidad, su población en su mayoría es campesina y se dedica a cultivar los pocos terrenos planos que tiene, combinando esto con la roza y quema de más tierras para la siembra principal de maíz, frijol y cacahuate, la cual en su mayor parte depende del temporal de verano, con lo que solo les alcanza para su subsistencia, y en menor medida para comerciar con los mismos habitantes de la comunidad.

## Educación
Cuenta con la Escuela Primaria Benito Juárez, la Escuela Secundaria General Cuauhtémoc,y escuelas primarias en comunidades alternas, la mayoría de ellas de instrucción bilingüe o pertenecientes al CONAFE.

## Gobierno
La comunidad posee el estatus de Agencia Municipal, gobernada por el agente Carlos Jiménez Ríos. Como parte de esto una tienda de la organización CONASUPO.